# راینر شوتلر
 راینر شوتلر (انگلیسی: Rainer Schüttler؛ زاده ۲۵ آوریل ۱۹۷۶) یک تنیس‌باز اهل آلمان است.